# Еон (геология)
Вижте пояснителната страница за други значения на Еон.
Еон (на старогръцки: αἰών — век, эпоха) е термин за обозначаване на период от време в геологията. Той е най-голямото подразделяне на геохронологичната скала.
Един еон се разделя на няколко ери. Геоложките ери от своя страна се делят на периоди, а геоложките периоди се състоят от епохи. Подразделението на еони е следното: хадей, архай, протерозой и фанерозой. Първите три първоначално са обединени в един еон, наречен докамбий (т.е. времето предхождащо периода камбрий), а последният (който тече и сега – 21. век от н.е. – конкретно: еон фанерозой, ера ценозой, период кватернер и епоха холоцен) еонът е започнал преди около 550 млн. години и обхваща периода след появата на живи организми с твърда черупка.